# Santiago Ascacíbar
Santiago Lionel Ascacíbar, född 25 februari 1997, är en argentinsk fotbollsspelare som spelar för Hertha Berlin.

## Klubbkarriär
Den 1 januari 2020 värvades Ascacíbar av Hertha Berlin.

## Landslagskarriär
Ascacíbar var med i Argentinas trupp vid olympiska sommarspelen 2016.